# Strmna Gora
Strmna Gora (cyr. Стрмна Гора) – wieś w Serbii, w okręgu kolubarskim, w mieście Valjevo. W 2011 roku liczyła 130 mieszkańców.